# ヴァランス (ドローム県)

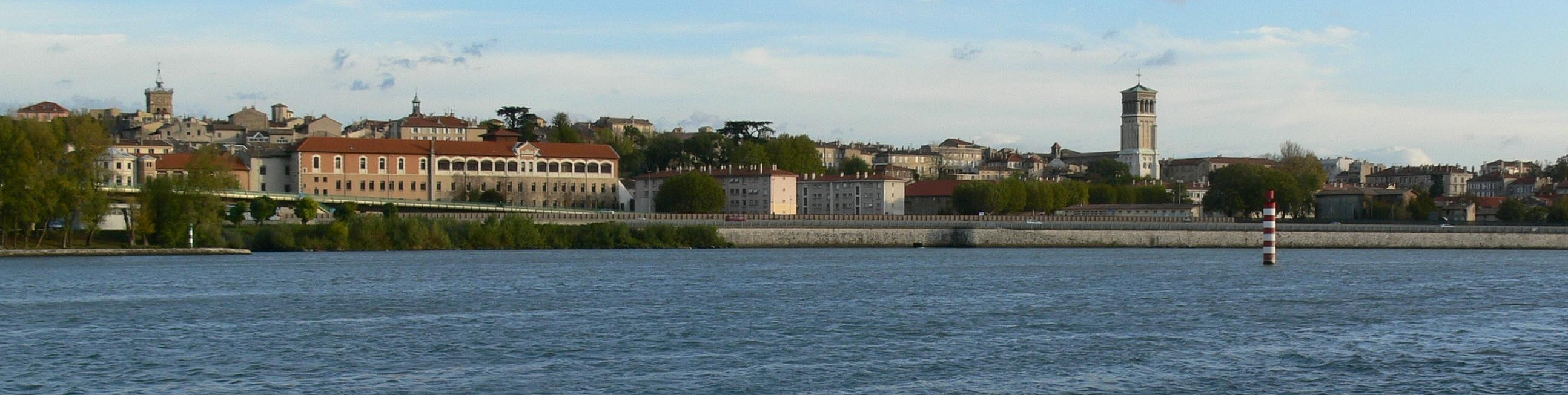
ローヌ川から見たヴァランス

ヴァランス（フランス語:Valence）は、フランス東部、オーヴェルニュ＝ローヌ＝アルプ地域圏ドローム県のコミューンで、同県の県庁所在地である。いわゆる「南フランス」の起点になるコミューンである。

## 経済
果実、野菜、ワインなどを生産する農業のほか、機械産業を主な産業とする。特に梨とメロンの産地として知られる。

## 歴史
ナポレオンのイタリア戦役の際に、フランス軍の捕虜となったローマ教皇ピウス6世が1799年、この地で亡くなっている。

## 交通
- LGVローヌ・アルプ線、LGV地中海線のヴァランスTGV駅

## 主な出身者
- ポール・リクール - 哲学者
- セバスチャン・シャバル - ラグビー選手。2007年ワールドカップフランス代表。
- フランク・ジュリエッティ - サッカー選手
- ジェシ・ムラン - サッカー選手
- シャーリー・モテ - 自転車選手
- アラン・ロベール - フリークライマー
- ルイ・ニコラン - モンペリエHSC会長

## 姉妹都市
- アスティ、イタリア
- ビベラッハ・アン・デア・リス、ドイツ
- Clacton-Tendring、イギリス
- イジェヴァン、アルメニア
- ゲデラ、イスラエル